# Fairhaven (Massachusetts)
Fairhaven est une ville du Massachusetts, sur l'Acushnet River (en), en face de New Bedford.

## Histoire
Il s'agissait au XIXe siècle d'un important port de pêche à la baleine.